# Milford (Massachusetts)
Milford es un pueblo ubicado en el condado de Worcester en el estado estadounidense de Massachusetts. En el Censo de 2010 tenía una población de 27 999 habitantes y una densidad poblacional de 719,45 personas por km².

## Geografía
Milford se encuentra ubicado en las coordenadas 42°9′31″N 71°31′17″O / 42.15861, -71.52139. Según la Oficina del Censo de los Estados Unidos, Milford tiene una superficie total de 38.92 km², de la cual 38.2 km² corresponden a tierra firme y (1.83%) 0.71 km² es agua.

## Demografía
Según el censo de 2010, había 27.999 personas residiendo en Milford. La densidad de población era de 719,45 hab./km². De los 27 999 habitantes, Milford estaba compuesto por el 87.12% blancos, el 2.18% eran afroamericanos, el 0.25% eran amerindios, el 2.43% eran asiáticos, el 0.02% eran isleños del Pacífico, el 5.25% eran de otras razas y el 2.75% pertenecían a dos o más razas. Del total de la población el 8.27% eran hispanos o latinos de cualquier raza.

## Educación
- Escuelas Públicas de Milford